# Molalla River
Der Molalla River ist ein 86 Kilometer langer Fluss in Oregon, USA. Der Fluss ist ein Nebenfluss des Willamette River.

## Name
Der Name kommt vom Stamm der amerikanischen Ureinwohner Molala.

## Verlauf
Der Fluss entspringt in der Table Rock Wilderness im Clackamas County in der Bergregion der Cascade Range. Es führt dann nach Westen, wo er mit dem Willamette River zusammenkommt.
Es kommt eine Mündung mit dem Pudding River kurz bevor es in den Willamette River mündet.

## Tierwelt
Der Molalla River State Park, der am Zusammenfluss dieser drei Flüsse liegt, bietet vielen Wasservögeln eine geschützte Umgebung. Der Fluss beheimatet mehrere Fischarten, darunter Regenbogenforelle und Chinook-Lachs.

## Geschichte
Das Flussgebiet wurde von dem Stamm der Molala bewohnt.
Die Siedler ließen sich in den 1840er Jahren im unteren Bereich des Flusstals nieder, um landwirtschaftliche Flächen zu erschließen. Der obere Teil des Tals wurde von der Forstwirtschaft, aber auch von Goldgräbern genutzt.

## Galerie

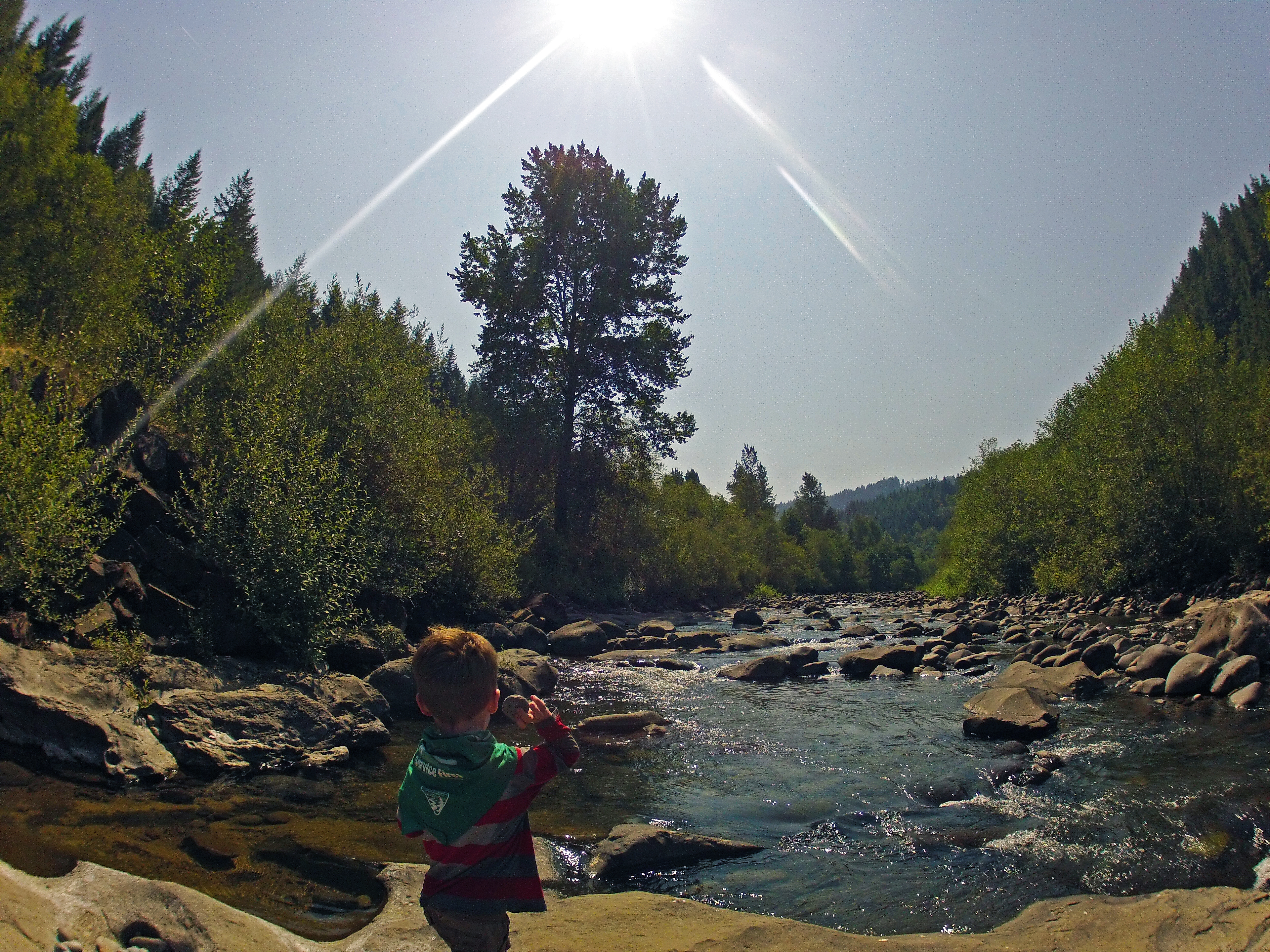
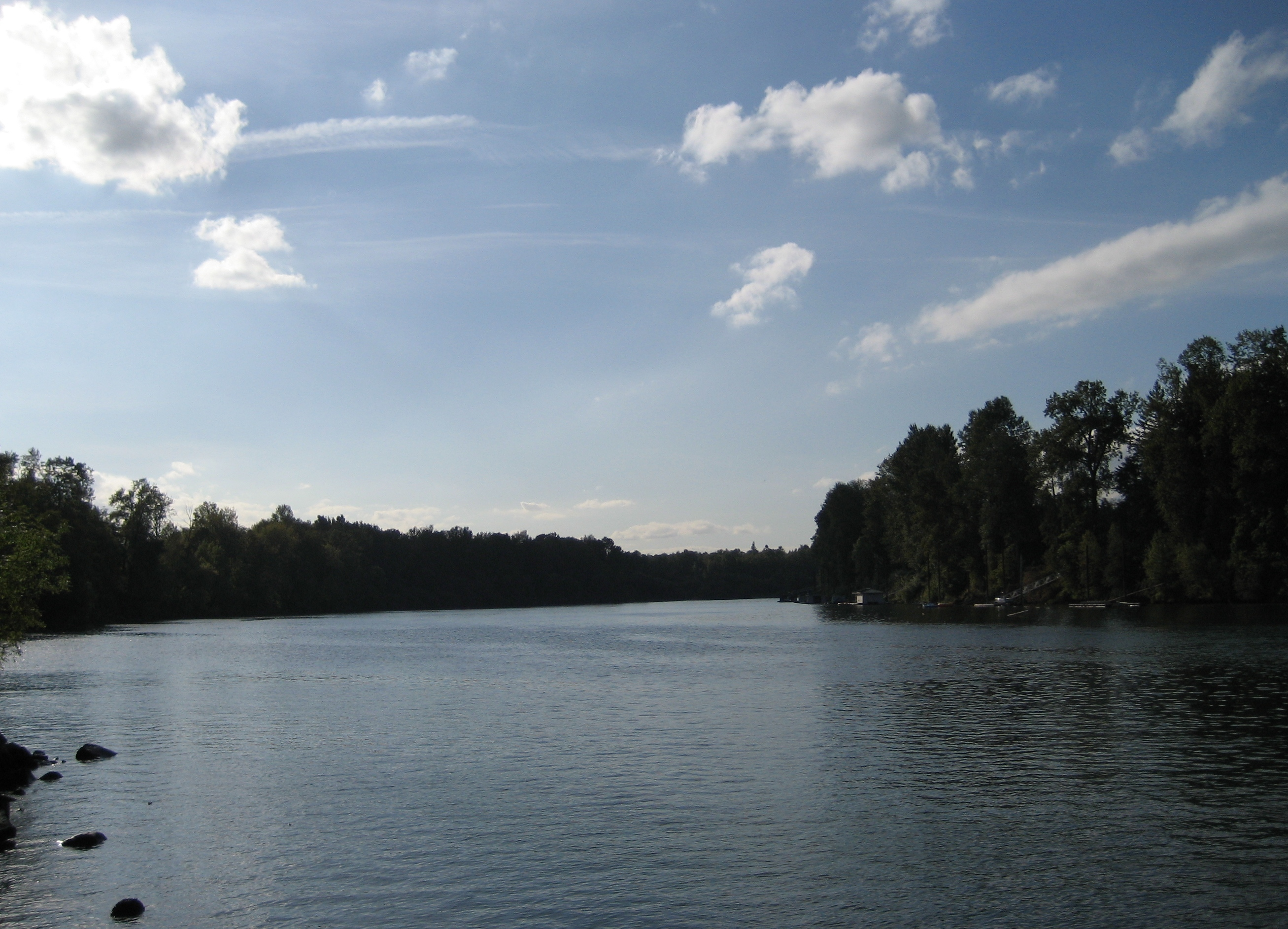
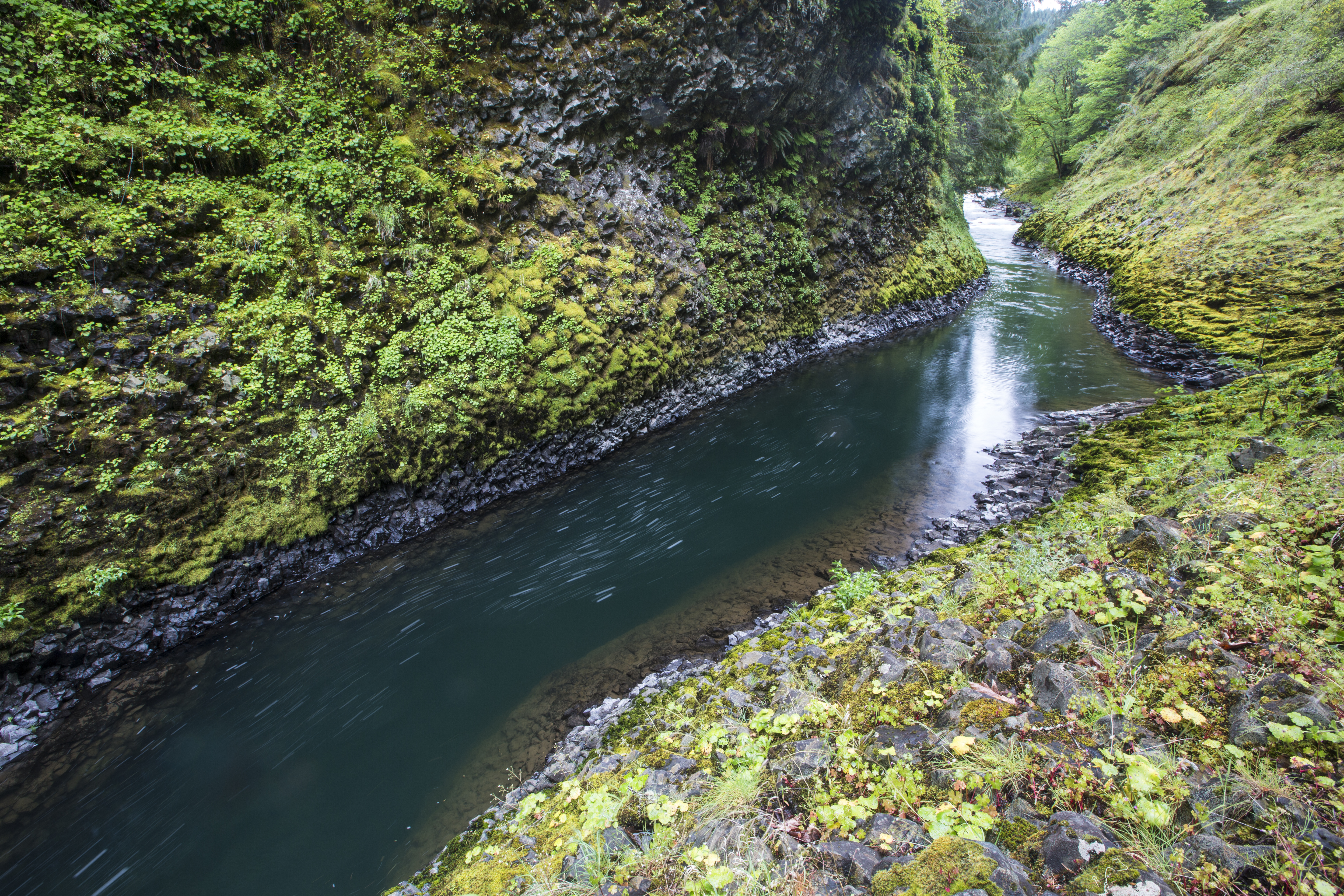
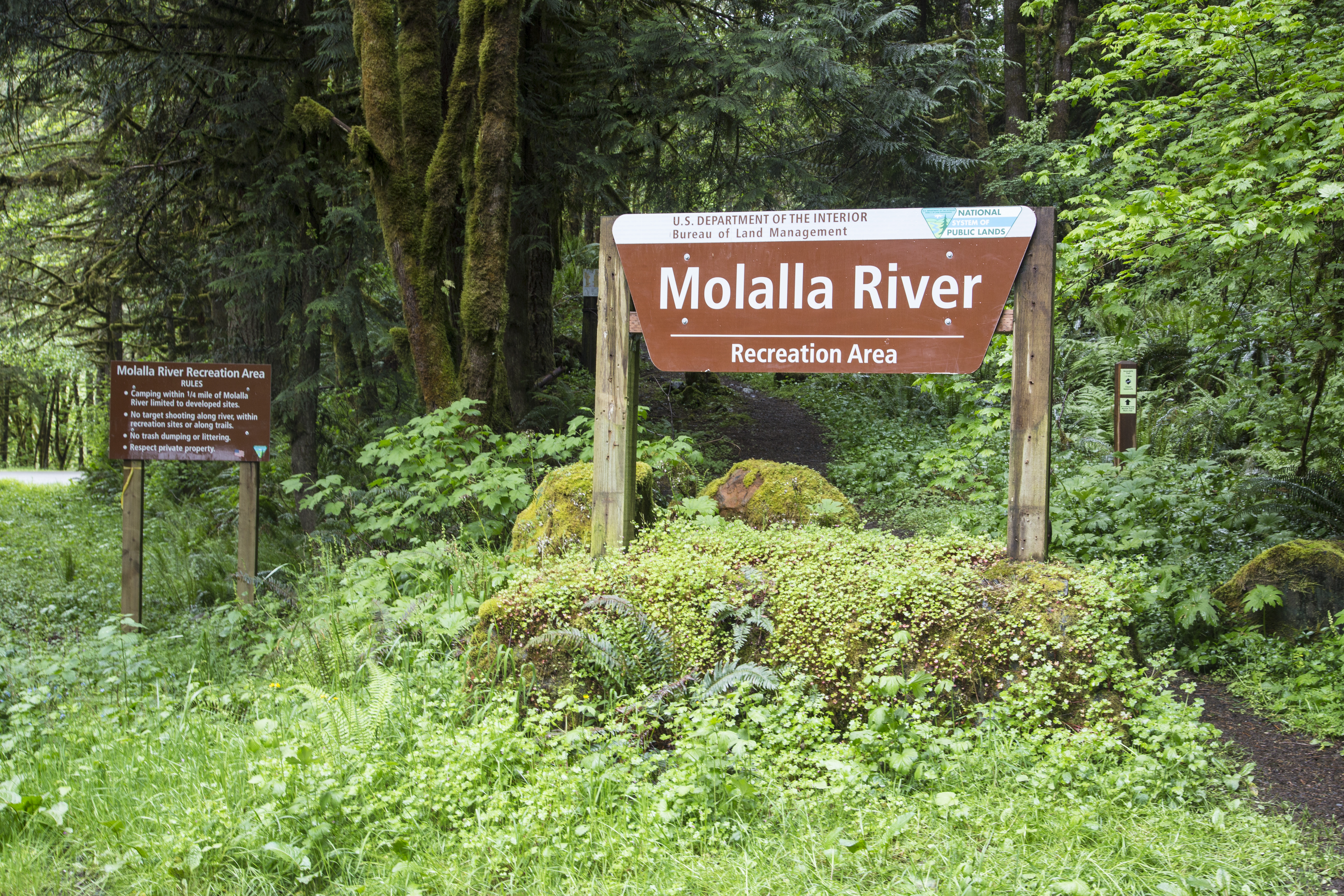
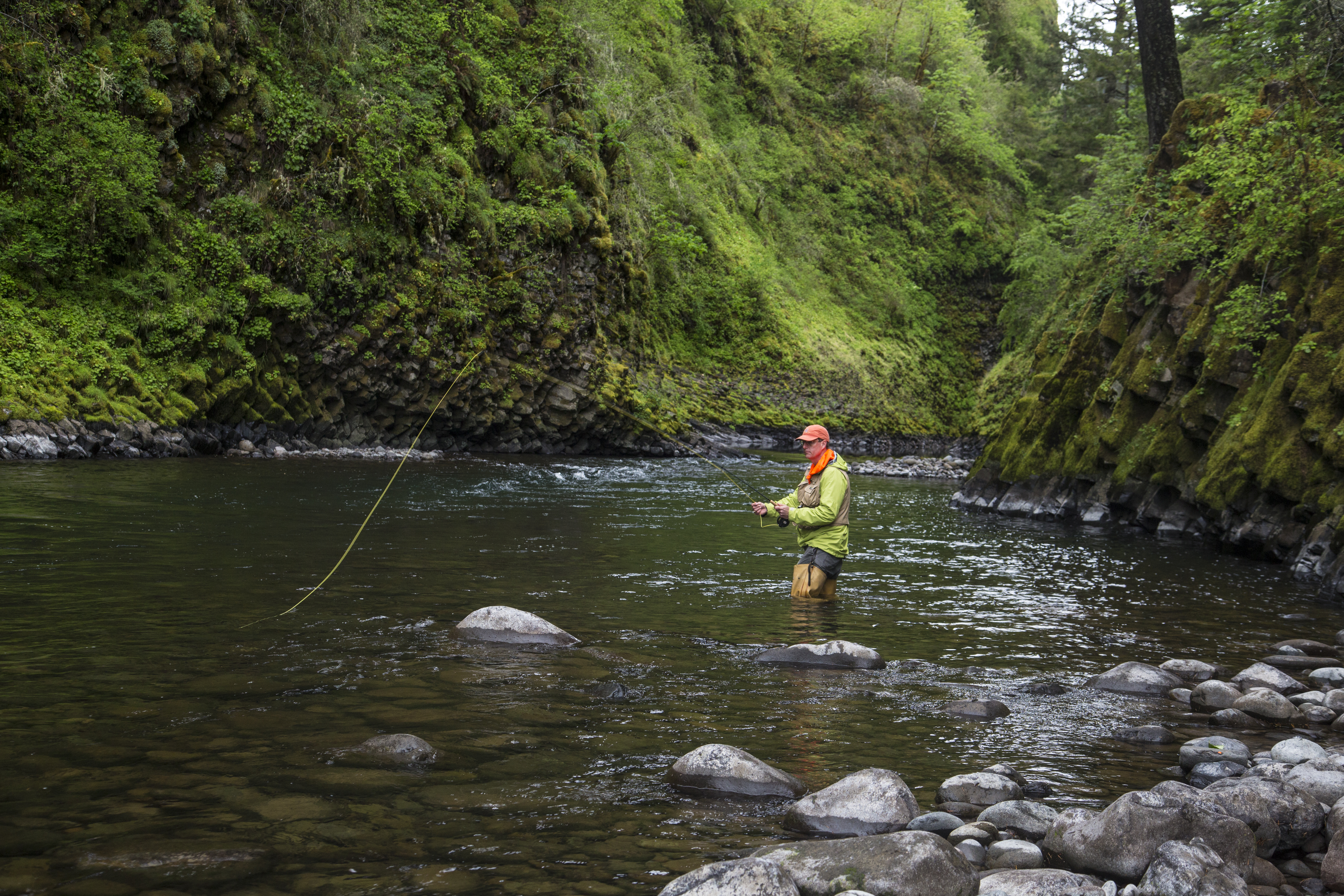
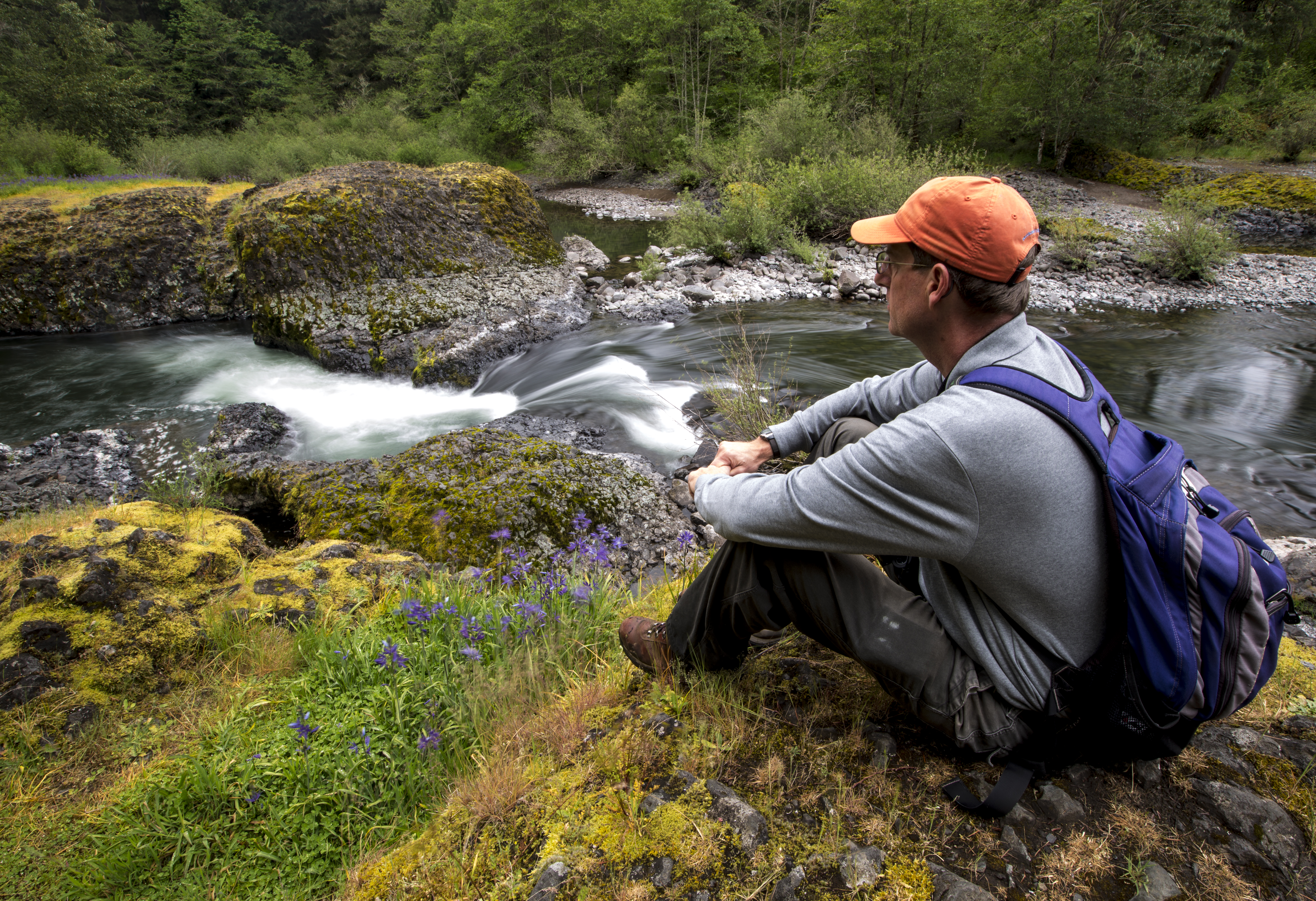